# (38382) 1999 RZ175
1999 RZ175 (asteroide 38382) é um asteroide da cintura principal. Possui uma excentricidade de 0.16848990 e uma inclinação de 12.12828º.
Este asteroide foi descoberto no dia 9 de setembro de 1999 por LINEAR em Socorro.